# 리명훈
리명훈(李明勲, 표준어: 이명훈, 1967년 9월 14일~)은 조선민주주의인민공화국의 농구 선수 출신 농구 지도자로 현역 시절 센터로 활동했다. 조선민주주의인민공화국 대표팀 선수로 활약했으며 아시안 게임에 2회 참가했고 1993년 아시아 선수권 대회에서 준우승을 차지했다. 신장은 235cm로 조선민주주의인민공화국 최장신 기록을 보유하고 있으며 1998년에 세계 최장신 인물 기록을 보유했다. 전미 농구 협회(NBA) 진출 시도가 있었으나 정치적인 문제로 인해 무산되었고 은퇴 후 4.25체육단 농구팀의 감독을 맡았다.

## 경력
함경남도 수동군의 탄광촌에서 태어났으며, 13세 때 신장이 187cm가 되어 농구에 입문했다. 평양체육대학에 진학했으며, "평양시 롱구단" 소속으로 뛰었다. 1989년 11월에 처음으로 북한 대표팀 선수로 발탁되어 이듬해인 1990년 9월에 중화인민공화국 베이징에서 열린 1990년 아시안 게임을 통해 처음으로 국제 대회에 참가했다. 리명훈은 팀의 주 득점원으로 활약했으나 북한 대표팀은 사우디아라비아와의 경기에서 1승을 거두는데 그치면서 대회를 8위로 마감했다.
1991년 8월에는 일본 고베에서 열린 1991년 아시아 선수권 대회에 참가하여 대한민국과의 경기에서 42득점을 기록하는 등 활약하였고 북한 대표팀은 이란을 제치고 5위에 올랐다. 1993년 5월에는 중국 상하이에서 열린 1993년 동아시아 경기 대회에 북한 국가대표로 참가하였으며 동메달 결정전에서 타이완 대표팀을 누르고 동메달을 획득하였다. 같은 해 8월에는 인도네시아 자카르타에서 열린 1993년 아시아 선수권 대회에 참가하였고, 대표팀의 주축으로 활동하여 8강에서 사우디아라비아, 준결승에서 이란을 격파하여 사상 처음으로 아시아 선수권 결승에 진출했다. 이후 북한 대표팀은 결승에서 중국에게 72-93으로 패하여 아시아 농구 선수권 대회 역대 최고 성적이자 첫 메달인 은메달을 획득했다.
1993년 동아시아 대회 이후 북한 대표팀이 각종 국제 대회에 불참하게 되면서 국제 무대에서 자취를 감췄으며, 1996년 8월에 윌리엄 존스컵에 평양시 롱구단 소속으로 참가하여 국제 대회에 복귀했다. 이 대회에서 미국 측 스포츠 에이전시 회사인 에버그린의 주목을 받아 전미 농구 협회(NBA) 진출 추진이 시작되었다. 1997년 5월에는 NBA 진출을 위해 캐나다로 건너가 캐나다 농구 대표팀 코치를 지냈던 잭 도너휴에게 개인 훈련을 받았다. 당시 리명훈은 유타 재즈, 클리블랜드 캐벌리어스, 미네소타 팀버울브스의 영입 관심을 받았으나 적성국교역법으로 인해 미국에서 뛸 수 없었다. 미국 국무부는 리명훈의 수익을 고국으로 송금하지 않을 것을 조건으로 미국 내에서 활동하는 것을 허가했으나 조선민주주의인민공화국의 지도자인 김정일이 NBA 스카우터 토니 론존에게 리명훈의 급여를 돈 대신 밀로 보낼 것을 요구하며 사실상 거절의 뜻을 밝혔다. 이후 1998년 9월 리명훈은 조선민주주의인민공화국 당국의 허락을 받고 CNN의 마이크 치노이와의 인터뷰를 가지면서 자신을 "빅맨(Big man)"으로 칭하며 정치와 돈에는 관심 없고 자신의 능력이 어디까지 통할 수 있을지 알고 싶다고 밝히기도 했다.
NBA 진출이 무산된 후 고국으로 돌아와 우뢰롱구단에 입단했으며, 6월에는 이탈리아의 프로 농구팀인 파브리아노 바스케트와의 친선 경기에 출전하여 110-101로 승리를 이끌어냈다. 이후 같은 해 12월에 1998년 아시안 게임 참가를 앞두고 있었으나 교통사고를 당해 대표팀에서 이탈했고, 북한 대표팀 자체도 대회를 기권했다. 이듬해인 1999년 9월에 평양에서 열린 제1차 남북통일농구대회에 우뢰의 일원으로 참가하여 대한민국이 파견한 현대전자 걸리버스와 기아 엔터프라이즈 연합팀을 102-71로 꺾으며 승리에 기여했다. 같은 해 12월에 서울에서 열린 제2차 남북통일농구대회에 우뢰롱구단의 일원으로 참가하였으며, 현대-기아연합팀을 86-71 꺾으며 승리했다.
2002년에 다시 국가대표팀에 발탁되어 같은 해 9월에 대한민국 부산에서 열린 2002년 아시안 게임에 참가하였다. 리명훈은 카자흐스탄과의 조별 예선 경기에서 17리바운드를 기록했고, 홍콩과의 경기에서 22득점을 기록하였으나 대한민국 국가대표팀에게 패하는 등 5전 2승 3패의 기록으로 5위로 대회를 마감했다. 2003년에는 평양에서 열린 제3차 남북통일농구대회에 아태라는 이름을 붙인 북한팀으로 참가하여 대한민국에서 파견한 "아산"팀을 86-57로 승리했다. 
이후 2006년에 현역에서 은퇴했고 2007년에 4.25체육단 농구팀의 감독으로 취임했다.